# Constelación de EURión

El patrón de la constelación EURión, compuesto de cinco anillos.

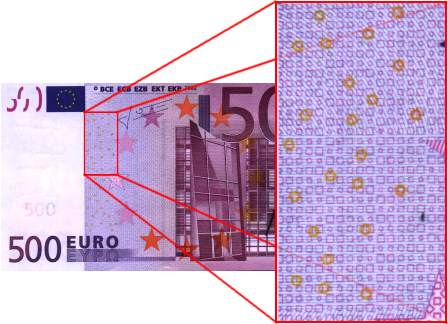
La constelación de EURión, integrada en el diseño de un billete de 500 euros.

La Constelación de EURión es un patrón de círculos pequeños que se encuentra en varios diseños recientes de billetes. Ésta es una medida contra la falsificación, ya que puede ser detectada en una imagen digital y varios programas rechazan el escaneo del billete o la reimpresión.
Algunos modelos de fotocopiadoras en color admiten la reproducción de billetes en baja resolución, pero incluyen en la copia un código imperceptible e ineludible que identifica la fotocopiadora de forma única, por lo que en caso de uso fraudulento, se podría identificar la impresora que realizó la copia.
El nombre constelación de EURión es una combinación de EUR —el código ISO 4217 para el euro— y la constelación de Orión. A pesar de su nombre, dado por su descubridor al detectarlo por primera vez en un billete de euro, se ha descubierto que esta medida de seguridad se aplica en billetes de varias divisas a nivel global.

## Descripción
El nombre de "constelación de EURión" fue acuñado por Markus Kuhn, quien descubrió el patrón a principios de 2002 mientras que estaba experimentado con una fotocopiadora en color de la compañía Xerox, la cual se negaba a reproducir los billetes. La palabra es un acrónimo del término EUR, la denominación ISO 4217 del euro, y la constelación de Orión, una constelación de forma similar.

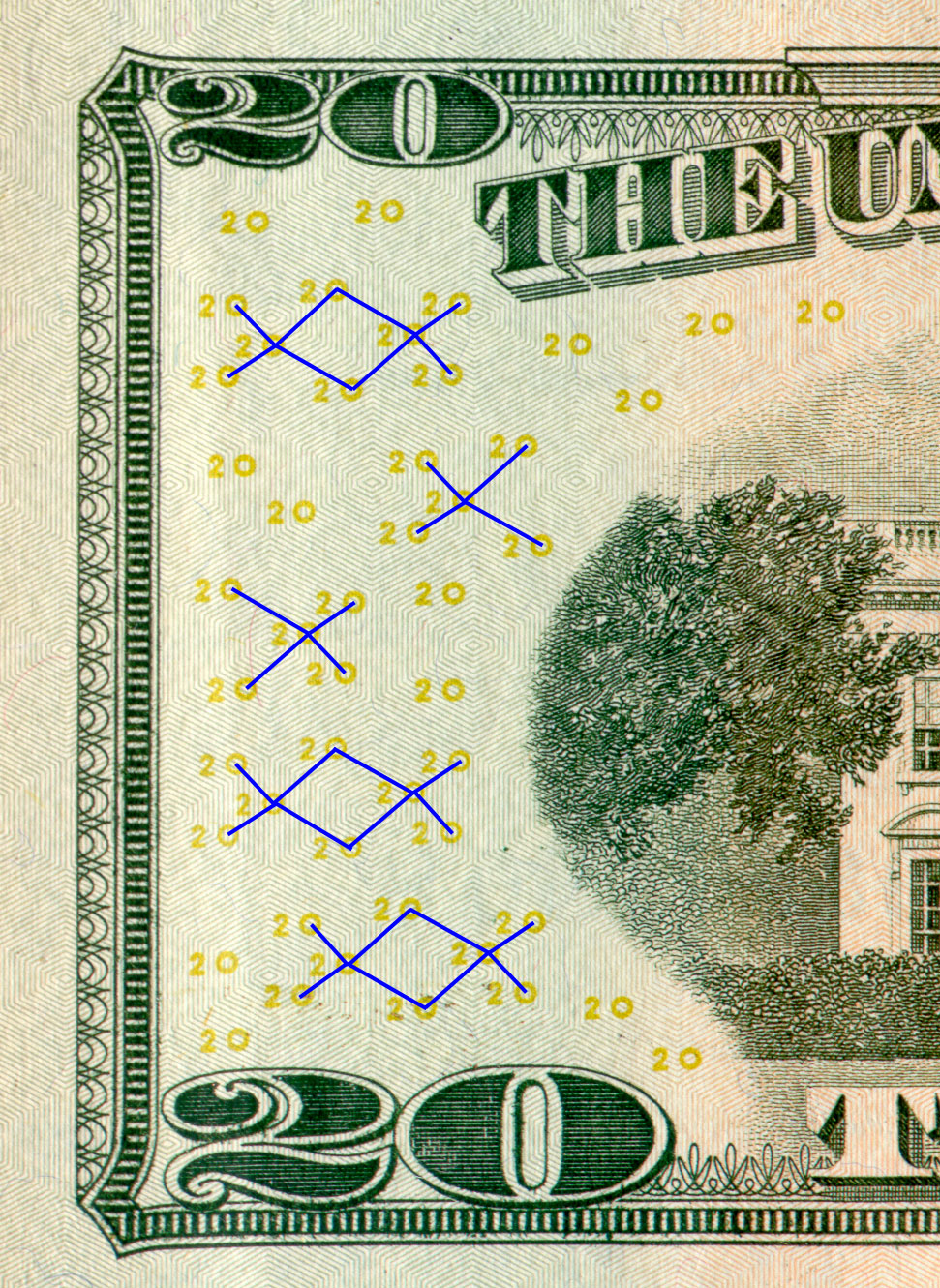
La constelación de EURión—marcada en la imagen con cruces azules— integrada a modo de dígito 'cero' en un billete de 20 dólares.

La constelación de EURión descrita por primera vez por Kuhn consiste en un patrón de cinco círculos pequeños verdes, amarillos o naranjas, los cuales se repiten en todas las áreas del billete en diferentes orientaciones. La mera presencia de cinco de estos círculos en un documento es suficiente para algunas fotocopiadoras en color para denegar la impresión.
Andrew Steer posteriormente apreció que el cuadrado de las distancias entre los círculos cercanos siempre daba como resultado números enteros simples, lo cual nos aporta una idea de cómo reconocen eficientemente el patrón los software de procesamiento de imágenes.
La constelación de EURión es más sencilla de reconocer —y por tanto fue donde se encontró por primera vez— en los billetes de 10 euros (10 €). Aun así el euro no es la única divisa que utiliza esta medida anti-copia, y su uso ha sido detectado en otros billetes.
Con el fin de evitar el fraude y la pérdida de la seguridad de esta medida, los detalles técnicos sobre la constelación de EURión se han mantenido siempre en secreto por sus inventores y los bancos que acuñan dinero. Una patente sugiere que el patrón y las medidas de reconocimiento del mismo fueron diseñadas por Omron Corporation, una compañía japonesa de electrónica. Tampoco hay documentos que certifiquen si la medida de seguridad tiene un nombre oficial, aunque en agosto de 2005, el término "Medida anti-fotocopias de Omron" (Omron anti-photocopying feature) apareció en una nota de prensa del Banco de reserva de India.

### La constelación en billetes de otras divisas
Algunas divisas integran la constelación en el diseño propio del billete. En los antiguos billetes de 50 marcos alemanes, los círculos de EURión están mezclados en la parte interior de un diseño formado por pequeños círculos concéntricos. En la parte frontal de los antiguos billetes del Banco de Inglaterra de Edward Elgar de 20£, la constelación está en la cabeza de las notas musicales que decoran el billete. En los billetes posteriores de 20£ de Adam Smith (2007), la constelación está oculta en el texto '£20' del billete.
En algunos billetes de dólar estadounidenses, la constelación queda oculta entre otros números con el valor del billete en color amarillo, haciéndose pasar por el dígito cero. En algunos billetes de yenes japoneses, los círculos de la constelación quedan integrados bajo la apariencia de flores.

## Otros mecanismos de detección de billetes

### Sistema de Disuasión de Falsificaciones
Las versiones más recientes de algunos software de tratamiento fotográfico de imágenes, como Adobe Photoshop o Paint Shop Pro rechazan imprimir billetes. De acuerdo a la revista especializada en nuevas tecnologías Wired, el sistema de detección de billetes de estas aplicaciones se denomina 'Sistema de Disuasión de Falsificaciones' (Counterfeit Deterrence System)
(CDS). El sistema fue desarrollado por el Grupo de Bancos Centrales para la Disuasión de las Falsificaciones y fue distribuido a las empresas como Adobe en formato binario.
Por ejemplo, Adobe Photoshop muestra el siguiente mensaje de advertencia cuando el usuario abre un documento que el software identifica como la imagen de un billete:

Esta aplicación no admite la impresión de imágenes de billetes de banco. 

Puede abrir y editar la imagen, pero no podrá imprimirla tal cual. Si desea más información, haga clic en el botón de información que aparece más abajo para acceder a información con base en Internet sobre restricciones de copia y distribución de imágenes de billetes de banco, o vaya a: www.rulesforuse.org.

Aun así, experimentos realizados por Steven J. Murdoch demostraron que el software de detección de billetes no sólo comprueba el patrón de la constelación de EURión, sino que también se basan en una marca de agua digital embebida en las imágenes, desarrollada por la empresa Digimarc.